# Konferenz von Malta

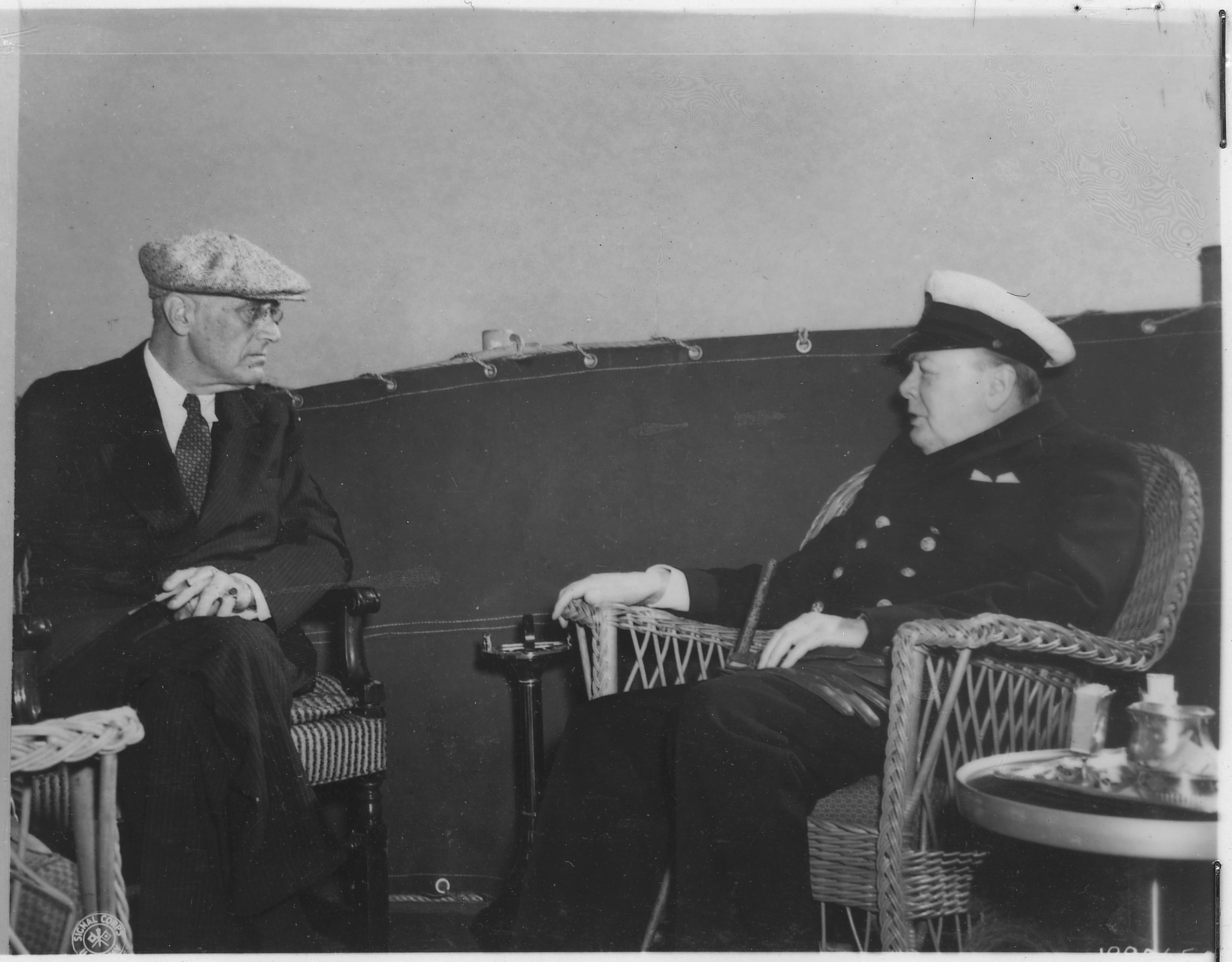
Franklin D. Roosevelt (links) und Winston Churchill (rechts) während der Konferenz von Malta

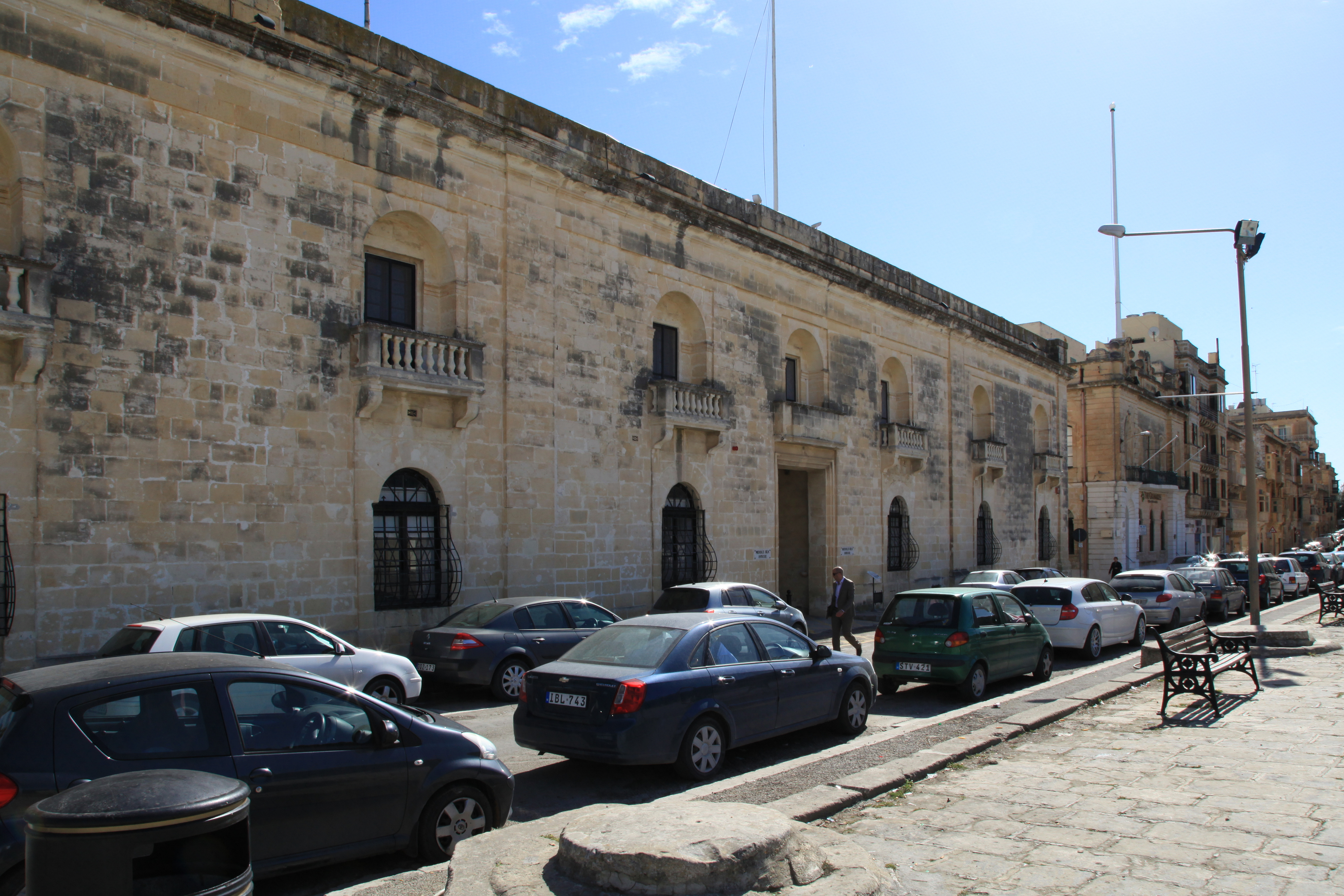
Das Montgomery House in Floriana in Malta

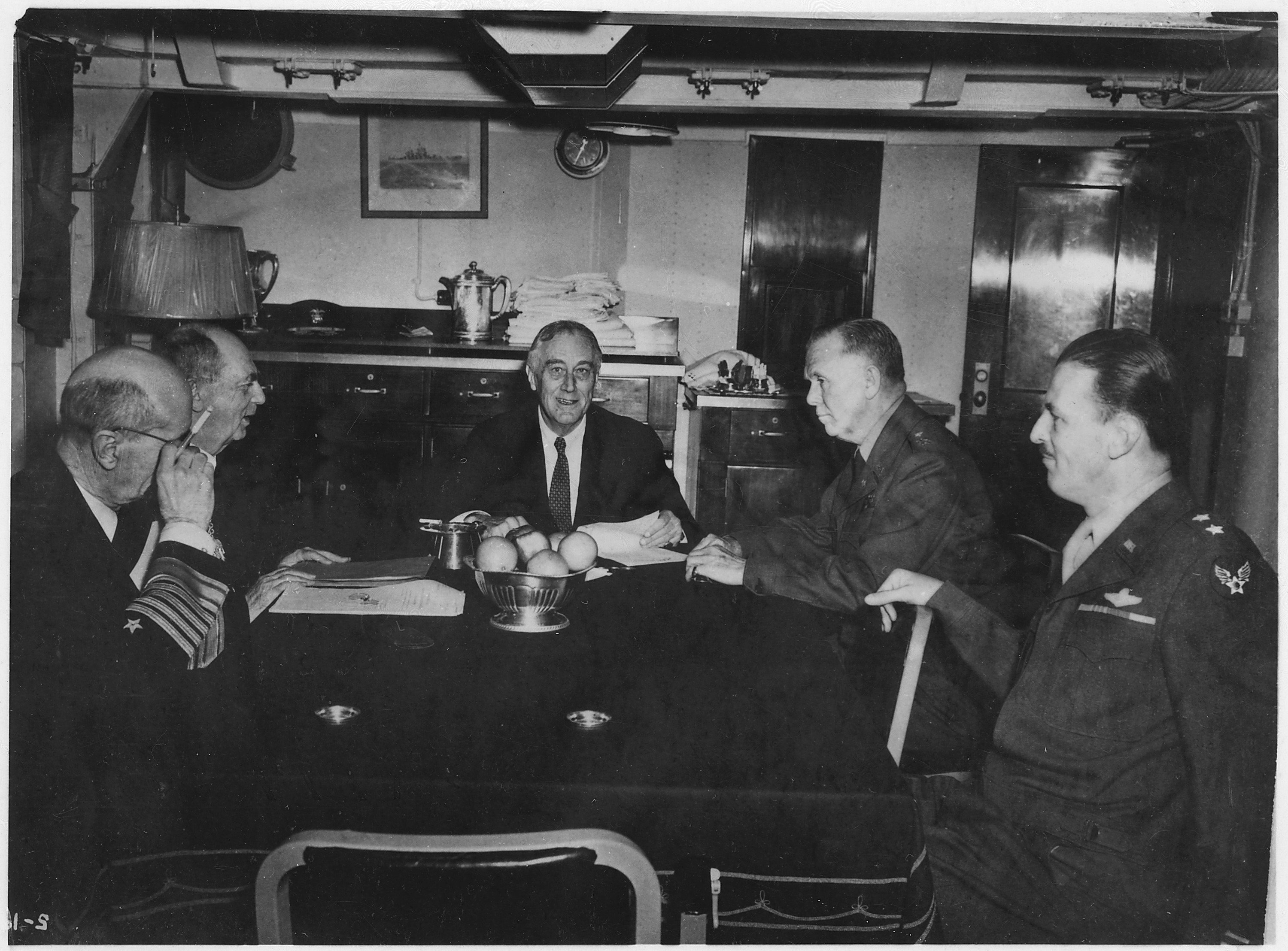
Präsident Roosevelt (Mitte) mit William Daniel Leahy, Ernest J. King, George C. Marshall und Laurence S. Kuter (von links) auf der Konferenz von Malta

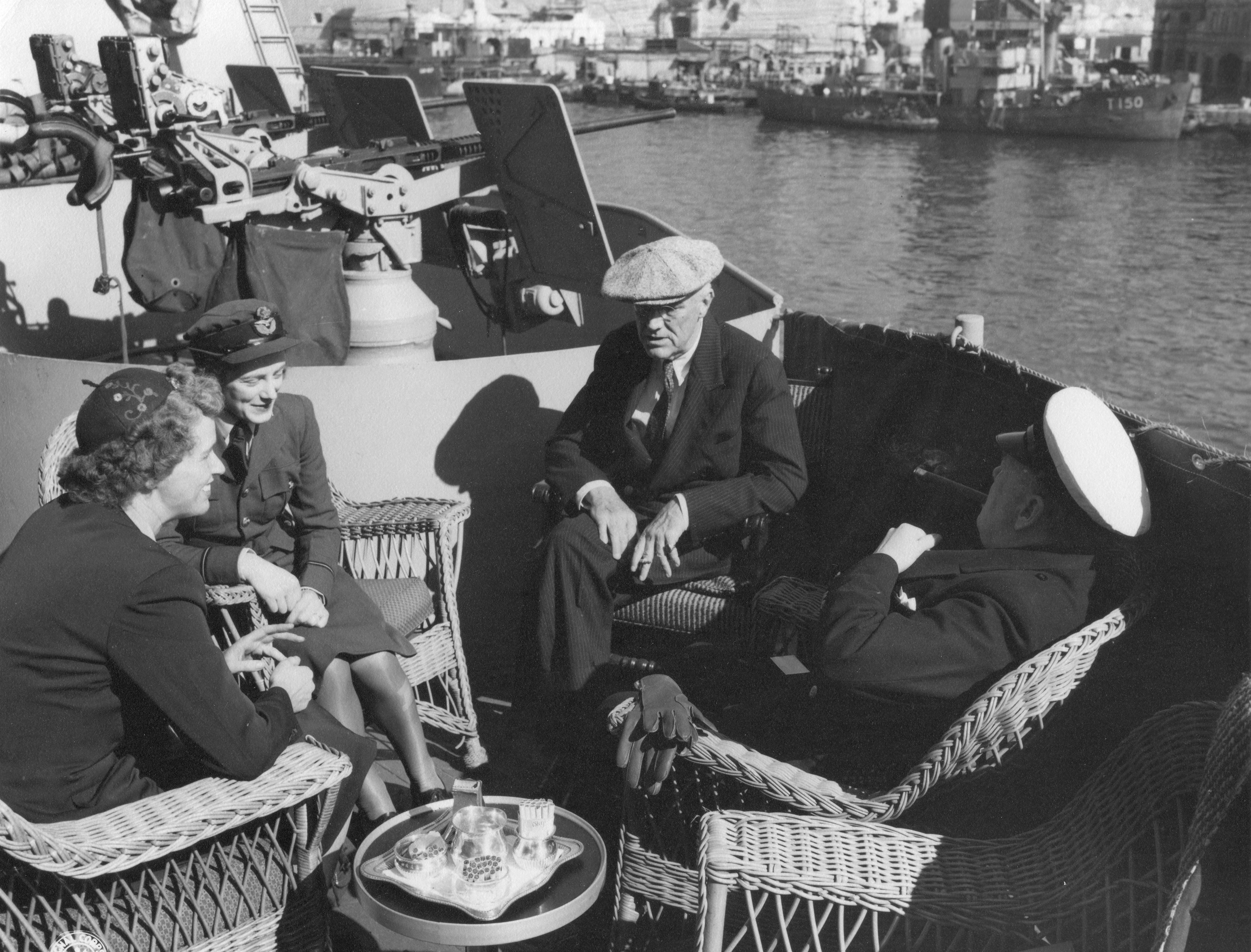
Präsident Roosevelt mit seiner Tochter Anna Boettiger (1. von links) und Premierminister Churchill mit seiner Tochter Sarah (2. von links) während der Konferenz auf der Quincy

Die Konferenz von Malta, war ein Treffen der Combined Chiefs of Staff, der gemeinsamen Stabschefs der USA und Großbritanniens, und der Außenminister beider Staaten während des Zweiten Weltkrieges kurz vor der Konferenz von Jalta. Das Treffen auf der Mittelmeerinsel Malta begann am 30. Januar und endete am 2. Februar 1945. Erst am letzten Tag trafen sich auch der amerikanische Präsident Franklin D. Roosevelt und der britische Premierminister Winston Churchill. Die Konferenz war ein wichtiger Austausch beider Seiten über den weiteren Verlauf des Kriegs und der Suche nach einer gemeinsamen Position bei den anstehenden Verhandlungen mit Stalin in Jalta.

## Geschichte

### Treffen der Combined Chiefs of Staff
Das erste Treffen der Combined Chiefs of Staff, der Stabschefs aller Teilstreitkräfte der US-Streitkräfte und der Britischen Streitkräfte, in Malta begann am Dienstag, den 30. Januar 1945 um 10 Uhr vormittags im Montgomery House in Floriana, einem Vorort der maltesischen Hauptstadt Valletta. Eine weitere Sitzung fand am gleichen Tag 14:30 Uhr statt. Diesen Rhythmus behielten die Combined Chiefs of Staff an allen Konferenztagen bei.
Als wichtigste Vertreter der amerikanischen Delegation der Combined Chiefs of Staff nahmen Armeegeneral George C. Marshall, Flottenadmiral Ernest J. King, General Walter Bedell Smith, General John E. Hull und Admiral Charles M. Cooke teil. Auf britischer Seite waren unter anderem Feldmarschall Alan Brooke, Luftmarschall Charles Portal, Flottenadmiral Andrew Cunningham und Feldmarschall Henry Maitland Wilson vertreten. Die Anwesenheit bei den Sitzungen war themenabhängig, allerdings nahmen immer mindestens acht Vertreter je Delegation an den jeweiligen Treffen teil. Die Stelle als Sekretär bzw. Schriftführer wurde von mehreren unterschiedlichen Personen wahrgenommen, immer anwesend in dieser Funktion war Brigadegeneral McFarland.
Der Codename ARGONAUT wurde sowohl für die Konferenz von Jalta als auch die militärischen Besprechungen auf der Konferenz von Malta benutzt. Der Codename CRICKET bezeichnet nur die Insel Malta als geographische Lagebezeichnung.

### Treffen der Außenminister
Der amerikanische Außenminister Edward Stettinius traf seinen britischen Amtskollegen Anthony Eden erstmals bei einem gemeinsamen Abendessen am Mittwoch, den 31. Januar, bei dem auch der britische Premierminister Churchill und weitere Mitglieder beider Delegationen teilnahmen. Beide Außenminister hatten auf dem britischen leichten Kreuzer HMS Sirius Quartier bezogen. Das Schiff lag in Grand Harbor in Malta. Am Donnerstag, den 1. Februar 1945 früh am Morgen gingen Stettinius und Eden an Land und unternahmen einen Spaziergang. Nach Stettinius Angaben wurden dabei einige der in Jalta zu erörternden Probleme diskutiert.
Zu einem ersten offiziellen Treffen kam es am gleichen Tag an Bord der HMS Sirius in Grand Harbor um 10:30 Uhr vormittags. Anwesend waren außerdem jeweils drei Mitarbeiter der Außenminister. Erörtert wurden die zukünftigen Besatzungszonen in Deutschland und Österreich, der Umgang mit Polen, Persien, China und Deutschland, das Problem eines eisfreien Hafens für die Sowjetunion, der zukünftige polnisch-deutsche sowie der österreichisch-jugoslawische Grenzverlauf, das sowjetische Verhalten in Osteuropa und der Umgang mit den Kriegsgefangenen und Kriegsverbrechern. In einer weiteren Zusammenkunft am gleichen Tag, diesmal mit den Stabschefs Marschall und Brooke, wurden die Außenminister ermächtigt, über die Frage der Besatzungszonen in Deutschland der Europäischen Beratungskommission in London mitzuteilen, dass die beiden Regierungen jetzt mit den Zonen einverstanden seien. Am Abend des 1. Februar gab es erneut ein gemeinsames Abendessen mit Premierminister Churchill.

### Treffen von Präsident und Premierminister
Der britische Premierminister Churchill flog am 29. Januar 1945 vom RAF-Flugplatz Northolt mit einer Skymaster ab, er wurde von seiner Tochter Sarah begleitet. Sein persönlicher Stab sowie mehrere Ministerialbeamte nutzten zwei andere Flugzeuge. Kurz vor Tagesanbruch erreichten nur die Skymaster und eine weitere Maschine Malta, die dritte war in der Nähe Pantellerias abgestürzt. Es überlebten nur zwei Besatzungsmitglieder und zwei Passagiere. Bei der Ankunft hatte Churchill starkes Fieber und bekam Bettruhe verordnet. Aber bereits am Abend empfing er auf dem Leichten Kreuzer Orion, auf dem er sich einquartiert hatte, in Grand Harbor den Gouverneur von Malta Edmond Schreiber und den amerikanischen Botschafter in der UdSSR W. Averell Harriman.
Der amerikanische Präsident Roosevelt wollte zunächst gar nicht an der Konferenz teilnehmen. Er hatte Befürchtungen, den Eröffnungstermin der Konferenz von Jalta nicht rechtzeitig zu erreichen. Erst nach Churchills mehrmaliger Bitte nach einem Treffen auf höchster Ebene sagte Roosevelt, der krankheitsbedingt schon sehr schwer beeinträchtigt war, zu. Roosevelt reiste von Gibraltar aus nach Malta. Am Freitag, den 2. Februar 9:30 Uhr erreichte sein Schiff den Hafen von Valletta auf Malta. Der Präsident nahm auf dem schweren Kreuzer Quincy Quartier und empfing schon wenig später die ersten Gäste.
Das erste offizielle Zusammentreffen von Präsident Roosevelt und Premierminister Churchill erfolgte am Freitag, den 2. Februar 13 Uhr. An dem Treffen nahmen die beiden Außenminister und Churchills Tochter Sarah Olivier teil. Die letzte Sitzung der Combined Chiefs of Staff fand am 2. Februar 18 Uhr an Bord der USS Quincy statt, die Sitzung wurde auch von Präsident Roosevelt und Premierminister Churchill besucht. Die Vereinigten Stabschefs gaben ihren Zwischenbericht an den Präsidenten und den Premierminister weiter. Der Bericht wurde dabei Abschnitt für Abschnitt durchgegangen. Inhalt des Berichts war unter anderem der U-Boot-Krieg, die Operationen in Nordwest-Europa, die Strategie im Mittelmeer und der Krieg gegen Japan. Churchill war erfreut, dass ein großes Maß an Übereinstimmung erreicht wurde, war aber auch der Meinung, dass ein Schlussbericht noch folgen müsse. Roosevelt stimmte zu und drückte seine Anerkennung für die geleistete Arbeit aus. Das war die erste Tagung der Combined Chiefs of Staff, bei der auch der Präsident und der Premierminister zugegen waren.
Ein letztes Treffen von Roosevelt und Churchill gab es am 2. Februar abends 20 Uhr bei einem Diner. Bereits am nächsten Tag flogen Roosevelt und Churchill von Malta auf die Krim zur Konferenz nach Jalta.